# أود غولبراندسن
أود غولبراندسن (بالنرويجية البوكمول: Odd Gulbrandsen)‏ هو لاعب كرة قدم نرويجي في مركز نصف الجناح، ولد في 11 مارس 1953. لعب مع نادي روسنبورغ.